# Polsko-Chińska Izba Gospodarcza
Polsko-Chińska Izba Gospodarcza, PChIG (chiń. 波中国商会, ang. Polish-Chinese Chamber of Commerce) to organizacja bilateralna, której misją jest wspieranie rozwoju szeroko rozumianych polsko-chińskich kontaktów na szczeblu przedsiębiorstw, organizacji i instytucji gospodarczych Polski i Chińskiej Republiki Ludowej.
W swej działalności koncentruje się m.in. na tworzeniu warunków życia gospodarczego, wspieraniu inicjatyw gospodarczych, doradzaniu strategii ekspansji na rynkach obu państw. Odpowiada na potrzeby polskich i chińskich organizacji i przedsiębiorców, którzy jak uczy doświadczenie często nie są w stanie sami przezwyciężyć licznych barier i trudności pojawiających się przy realizacji trans-terytorialnych projektów biznesowych.
Izba utrzymuje przedstawicielstwo w Kunmingu.